# 후안 오를란도 에르난데스

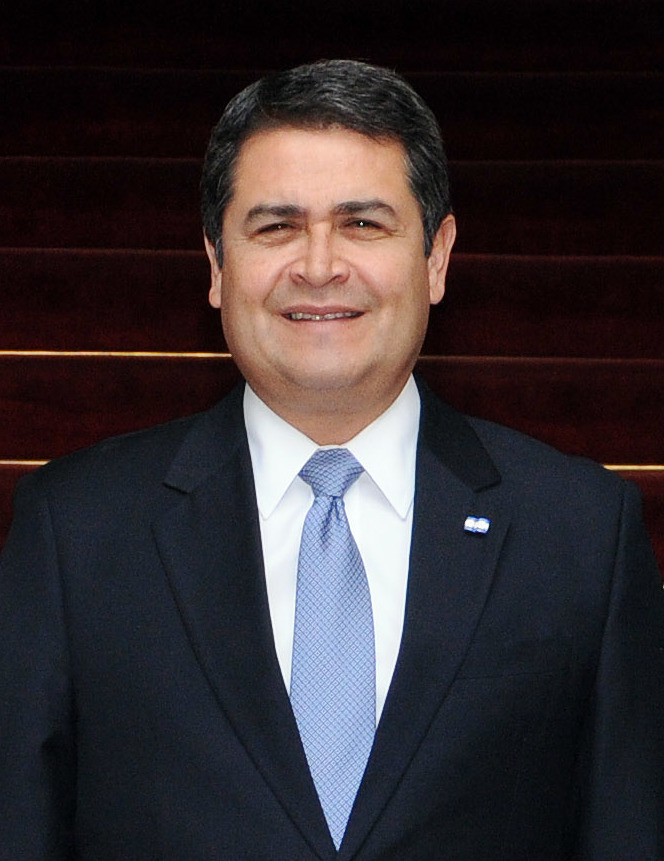
후안 오를란드 에르난데스 (2015년 5월)

후안 오를란도 에르난데스(스페인어: Juan Orlando Hernández, 1968년 10월 28일 ~ )는 온두라스의 전직 대통령(2014년 1월 27일 ~ 2022년 1월 27일)이다. 에르난데스는 2013년 온두라스 대통령 선거에서 승리한 후 2014년 1월, 온두라스 대통령에 취임하였다. 선거 부정 혐의를 받았으나, 2018년 1월, 두 번째 대통령 임기를 시작하였다.
렘피라주 그라시아스 출신인 에르난데스는 뉴욕 주립 대학교 올버니에서 행정학 석사 학위를 취득하고 변호사로 활동했다. 2010년 1월부터 온두라스 국민회의 의장을 지냈으며, 온두라스 국민회의는 에르난데스가 대통령 선거 출마에 전념할 수 있도록 의회에서 에르난데스가 져야 할 모든 책임을 회피할 수 있도록 하였다. 에르난데스는 온두라스 대법원이 2015년 4월에 재선을 허용하자 2017년에 재선에 도전하겠다고 발표했다. 2016년 12월, 온두라스 최고 선거 재판소는 이러한 결정이 불법이라는 주장을 묵살하고, 2017년 3월, 에르난데스가 온두라스 국민당 예비 선거에 출마할 수 있도록 하였다.
2017년 3월, 에르난데스는 국민당 예비 선거에서 승리하여 2017년 11월에 열릴 2017년 온두라스 대통령 선거에서 자신의 정당을 대표할 수 있게 되었다. 에르난데스는 근소한 격차 (0.5%)로 대통령에 당선되었으며, 야권과 국제 감시자들은 에르난데스가 대선에서 선거를 조작했다고 비판했다. 그러나 미국은 신속하게 에르난데스를 공식 승자로 인정했다.
미국 국무부는 2022년 2월 7일에 에르난데스의 비자를 취소했다. 미국 정부는 에르난데스가 온두라스의 대통령 재직 시절에 코카인을 비롯한 마약을 미국으로 밀반입하는 것을 지원하는 한편 온두라스의 공무원들과 군부의 마약 단속 임무를 무마하려고 뇌물을 챙겼다고 밝혔다. 이에 앞서 전직 온두라스 국민회의 의원이자 후안 오를란도 에르난데스 대통령의 동생인 토니 에르난데스가 코카인 밀반입 혐의로 체포되어 미국으로 송환되었는데, 그는 2021년 3월 30일에 미국 뉴욕 남부연방지방법원으로부터 종신형을 선고받았다.
2022년 2월 14일에는 온두라스 경찰과 미국 마약단속국 요원들이 그의 저택을 포위했는데, 이들은 가능한 재판을 위해 미국에 위치한 구금 시설로 데려갔다. 또한 미국 정부는 온두라스 정부에 마약 범죄에 연루된 에르난데스에 대한 범죄인 인도를 요청했다. 에르난데스는 2월 15일에 미국 당국에 투항하기로 결정했고, 같은 날에 온두라스 경찰이 테구시갈파에 위치한 그의 집에서 에르난데스를 체포했다. 에르난데스는 4월 21일에 미국 뉴욕으로 송환되었다.